# Steingrímur Hermannsson
Steingrímur Hermannsson, född 22 juni 1928 i Reykjavik, död 1 februari 2010, var en isländsk politiker. Han var Islands statsminister under två ämbetsperioder, 26 maj 1983 till 8 juli 1987 samt 28 september 1988 till 30 april 1991. Han var även justitie-, kyrko- och jordbruksminister (1978–1979), fiske- och transportminister (1980–1983) och utrikesminister (1987–1988). Han var även Framsóknarflokkurinns partiledare från 1979 till 1994. Steingrímur avled den 1 februari 2010.
Hermannsson var aktiv inom Framstegspartiet och var partiets ordförande 1979–1994.
Han var son till Hermann Jónasson som även han var statsminister (1934–1942 och 1956–1958).